# Hayashi Satoru
Satoru Hayashi (sinh ngày 13 tháng 6 năm 1988) là một cầu thủ bóng đá người Nhật Bản.

## Sự nghiệp câu lạc bộ
Satoru Hayashi đã từng chơi cho Shonan Bellmare, Gainare Tottori, Zweigen Kanazawa, Banditonce Kakogawa và FC Osaka.